# بوب نيل (مروج موسيقى)
بوب نيل (بالإنجليزية: Bob Neal) هو مروج موسيقى أمريكي، ولد في 6 أكتوبر عام 1917، في الكونغو البلجيكية في بلجيكا، وتوفي في 9 مايو عام 1983، في ناشفيل في الولايات المتحدة.